# Slov-Matic Bratysława
Slov-Matic FOFO Bratislava – słowacki klub futsalowy z siedzibą w Bratysławie, obecnie występuje w Extralidze (najwyższa klasa rozgrywkowa na Słowacji).

## Sukcesy
Źródła:
- Mistrzostwo Słowacji (8): 2005, 2006, 2007, 2008, 2010, 2011, 2012, 2013
- Puchar Słowacji (9): 2005, 2006, 2007, 2008, 2009, 2010, 2011, 2012, 2013